# 戸野周二郎
- 戸野周二郎
- 戸野周次郎

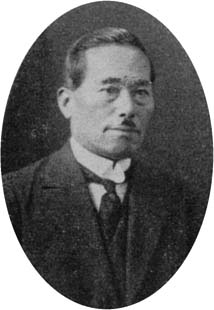
戸野周二郎

戸野 周二郎（との しゅうじろう、1867年1月15日（慶応2年12月10日）– 1955年（昭和30年））は、日本の教育者。三重県四日市市長。

## 経歴
丹後田辺藩儒戸野周太郎の二男として舞鶴に生まれる。京都府師範学校を卒業後、東京専門学校（現在の早稲田大学）を経て、1891年（明治24年）に東京高等師範学校文科を卒業。青森県師範学校校長、長野県視学、東京高等師範学校を歴任した。1902年（明治35年）、湖北師範学堂に総教習・学務顧問として招かれ、清に渡った。1904年（明治37年）に帰国した後は東京市教育課長に任じられた。1914年（大正3年）からは下谷区長を務め、1919年（大正8年）には東京市助役に就任した。
1925年（大正14年）に四日市市長に選出され、1933年（昭和8年）まで在任した。

## 家族
- 妻・戸野みちゑ（1870-1944）- 教育者。

## 著書
- 『学校及教師と図書館』（宝文館、1909年）NDLJP:897094